# International Journal of Game Theory
Das International Journal of Game Theory (IJGT) ist eine wissenschaftliche Fachzeitschrift zu wirtschaftswissenschaftlichen Themen, insbesondere Spieltheorie und Mathematische Wirtschaftstheorie. Sie wird von Springer Science+Business Media verlegt und erscheint vierteljährlich.
Das IJGT ist eine von zwei von der Game Theory Society herausgegebenen Journale.

## Redaktion
Die Redaktion des IJGT wird von Shmuel Zamir als Redakteur (Editor), und Vijay Krishna und Bernhard von Stengel Ko-Redakteure (Co-Editors) geführt. Sie werden von Robert J. Aumann, Eric S. Maskin, Roger Myerson, Reinhard Selten und Lloyd S. Shapley als beratenden Redakteuren unterstützt. Daneben gibt es noch einen Redaktionsrat, dem zahlreiche Ökonomen und Politikwissenschaftler angehören.

## Rezeption
Im Jahr 2014 hatte das Journal gemäß eigenen Angaben einen Impact-Faktor von 0.579.
Combes und Linnemer sortieren das Journal mit Rang 74 von 600 wirtschaftswissenschaftlichen Zeitschriften in die drittbeste Kategorie A ein.